# Monastère de Banjska
Pour les articles homonymes, voir Banjska.
Le monastère de Banjska (en serbe cyrillique : Манастир Бањска ; en serbe latin : Manastir Banjska ; en albanais : Manastiri i Banjës) est un monastère orthodoxe serbe situé au Kosovo, à proximité du village de Banjska/Bawskë, dans la commune (municipalité) de Zvečan/Zveçan et dans le district de Mitrovicë/Kosovska Mitrovica. Il dépend de l'éparchie de Ras-Prizren et figure sur la liste des monuments d'importance exceptionnelle de la république de Serbie.

## Histoire
Le monastère de Banjska, avec l'église Saint-Étienne, a été construit entre 1312 et 1316 par le roi serbe Stefan Uroš II, un des seigneurs les plus puissants de cette période et l'un des membres les plus importants de la dynastie des Nemanjić. Milutin a construit l'église pour en faire son tombeau ; en revanche, après la bataille de Kosovo Polje, en 1389, son corps fut transféré à Trepča puis, en 1460, à Sofia en Bulgarie où il repose encore aujourd'hui. La charte de fondation de Banjska, conservée, attribuait au monastère un vaste domaine, composé de 75 villages et 8 pâturages. Mausolée royal, il disposait d'un statut stavropégique, c'est-à-dire qu'il dépendait directement du patriarche de l'Église orthodoxe serbe et non de l'évêque local, occupant ainsi le quatrième rang dans l'Église, après les monastères de Studenica, de Mileševa et de Sopoćani[réf. nécessaire]. Les travaux de construction furent conduits par Danilo II, qui, à cette époque, était un simple évêque et qui, par la suite, devint archevêque de l'Église serbe.
Après la bataille de Kosovo Polje, le monastère connut un important déclin ; les bâtiments conventuels avec l'église, la bibliothèque, les quartiers des moines et le palais impérial commencèrent à tomber en ruine. Au début du XVe siècle, un incendie détruisit la bibliothèque et, dans la seconde moitié de ce même siècle, le monastère fut probablement abandonné. Le voyageur Kuprešić écrit que le monastère fut rasé au XVIe siècle sur l'ordre du sultan de l'Empire ottoman, après que des Chrétiens cherchant à échapper à l'esclavage s'y furent réfugiés. L'église Saint-Étienne, qui était alors presque entièrement détruite, fut convertie en mosquée au XIXe siècle et servit au culte musulman jusqu'à la Première Guerre mondiale. 
Les premiers travaux de restauration du monastère furent entrepris en 1939 ; ils reprirent en 1990 et l'église fut en partie reconstruite.
Le 24 septembre 2023, le monastère fait l'objet d'une opération des forces de l'ordre kosovares. La situation reste confuse, les autorités kosovares dénoncent l'intrusion d'« au moins 30 professionnels, soldats ou policiers armés » appartenant au « crime organisé soutenu par des responsables à Belgrade » alors même que des pèlerins de Novi Sad dont un abbé s'y trouveraient tandis que le président serbe Aleksandar Vučić qualifie ces déclarations de « mensonges ». Dans la soirée, les forces kosovares reprennent le contrôle du bâtiment après plusieurs échanges de tir qui font trois morts parmi les « assaillants ». La KFOR se tient sur les lieux, « prête à intervenir si on lui demande », alors que les forces kosovares ne peuvent intervenir dans un lieu de culte orthodoxe au Kosovo sans un accord de l'Église qu'en cas d'urgence.

## Architecture
L'église du monastère est caractéristique de l'école de la Raška. L'intérieur est constitué d'une nef unique surmontée d'un dôme.

Autre vue de l'église

## Sculptures et fresques
L'église abritait autrefois un important ensemble de sculptures, dont l'élément le plus notable était une statue de la Vierge à l'Enfant qui décorait le tombeau du roi Milutin ; cette statue a été transférée au monastère de Sokolica, sans doute au XVIe siècle. Il ne subsiste presque rien des fresques qui ornaient l'église, à l'exception de quelques traces sur la coupole.

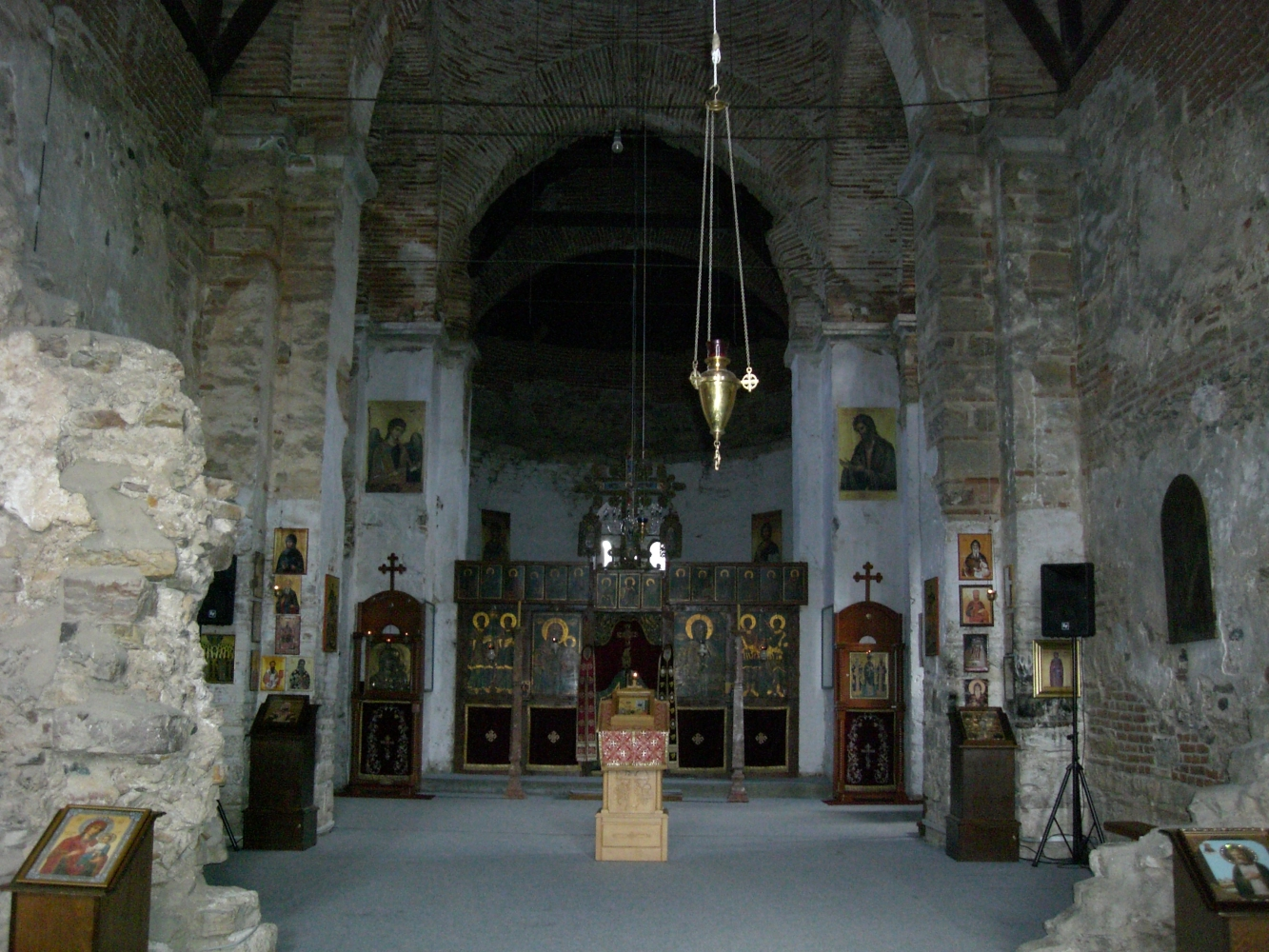
L'intérieur de l'église